# Echinomuricea cylindrica
Echinomuricea cylindrica is een zachte koraalsoort uit de familie Plexauridae. De koraalsoort komt uit het geslacht Echinomuricea. Echinomuricea cylindrica werd in 1910 voor het eerst wetenschappelijk beschreven door Nutting. 